# Lac Spillway
Le lac Spillway (en anglais : Spillway Lake) est un lac américain dans le comté de Tuolumne, en Californie. Il est situé à 3 193 mètres d'altitude au sein de la Yosemite Wilderness, dans le parc national de Yosemite.